# Memminger Vertrag

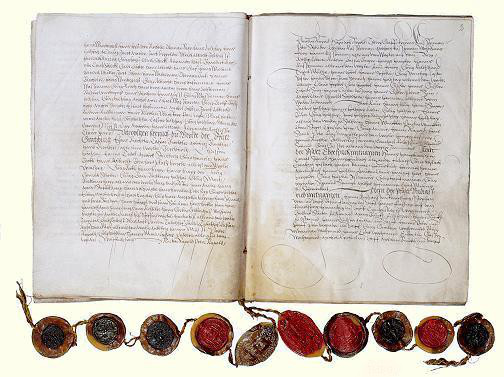
Der Memminger Vertrag mit den zehn Siegeln von 1526

Der Memminger Vertrag bestand zwischen dem Fürststift Kempten und seinen Untertanen. Das handschriftliche Dokument vom Januar 1526 besteht aus 26 Blättern und zehn Siegeln. Es hat die Maße von 36,5 auf 28 Zentimeter. Der Vertrag war eine Nachwirkung des Deutschen Bauernkrieges, der den Bauern vom weltlich-geistlich regierten Fürststift gewisse Rechte gewährte. Der Vertrag wurde in Memmingen abgeschlossen.

## Geschichte
Die aufständischen Bauern des Fürststifts Kempten hatten trotz ihrer militärischen Niederlage beim Bauernkrieg keinen absoluten Fehlschlag erlitten. Dem Schwäbischen Bund war es ein Ziel, die Ausschreitungen im Fürststift zu beenden. Aus diesem Grund waren die als Vermittler ausübenden Räte des Bundes einverstanden, den im fürststiftlichen Bereich tätigen Bauern in manchen Punkten entgegenzukommen und drängten den Fürstabt Sebastian von Breitenstein zum Kompromiss.
Der größte Vorzug für die Bauern war das Ende der willkürlichen Steuer- und Gebührenentscheide des Fürstabts. Die Abgabe im Todesfall wurde zwar bestätigt, jedoch auf die Höhe von 30 Kreuzer pro 100 Gulden festgelegt. Ebenso wurden die bei einer Freilassung  fälligen Gebühren fixiert.
Das friedenstiftende Schriftstück war den Untertanen so wichtig, dass sie es 1531 in einer mit vier Schlössern gesicherten Kiste in der Reichsstadt sicherstellten. Anlässlich eines weiteren Konflikts im Jahr 1666 wurde der Vertrag zu einem zentralen Verfassungselement des absolutistisch regierten Fürststifts.
Hierbei beklagten sich die Untertanen über rapide Abgabenerhöhungen durch den Fürstabt Roman Giel von Gielsberg vor dem Reichshofrat wegen des Verstoßes gegen den Memminger Vertrag. Auch willkürliche Einführungen neuer Steuerarten und Umwicklung diverser Steuern auf die Untertanen veranlassten eine Klage. Viele Untertanen beschwerten sich auch über die Verschwendung des Fürstabts, die sich durch regelmäßig hohe Reisekosten zum Papst und Kaiser geprägt hatte. Das alles machte den Eindruck, dass das Fürststift übermäßig reich gewesen sein sollte, und verpflichtete dieses zu hohen Reichs- und Kreissteuern.
Die Beschwerdeliste der Untertanen diente gemeinsam mit anderen Dokumenten als Basis eines Rechtsgutachtens der juristischen Fakultät der Universität Ingolstadt. Der Standpunkt der Untertanen wurde durch dieses im Wesentlichen bestätigt. Eine im Jahr 1667 vom Reichshofrat nach Kempten entsandte kaiserliche Kommission bekundete dieses Urteil.